# Palatul Karl Kunz
Palatul Karl Kunz este un imobil istoric situat pe Bulevardul 3 August 1919, nr. 2, în cartierul Fabric din Timișoara, România, construit în stilul arhitectural specific perioadei cunoscute sub numele de "stil 1900" sau Art Nouveau.
Face parte din Situl urban „Fabric” (II), monument istoric cod LMI TM-II-s-B-06097.

## Istorie
La începutul secolului al XX-lea, orașul Timișoara a beneficiat de oportunitatea rară de a demola vechile fortificații care înconjurau centrul orașului de peste 150 de ani. Această demolare a creat un teren disponibil pentru construcții, inclusiv zona de pe Liget út (astăzi Bulevardul 3 August 1919), unde a fost construit și Palatul Karl Kunz.
Pe parcela cumparată de către Karl Kunz, acesta a comandat un palat, primind autorizația de contrucție la data de 6 noiembrie 1902 și cea de locuire la 29 octombrie 1903, fiind construit în conformitate cu cerințele stricte impuse de autorități. Edificiul trebuia să aibă parter și două etaje, să fie de caracter monumental și trebuia, de asemenea, început într-o perioadă de timp dată.

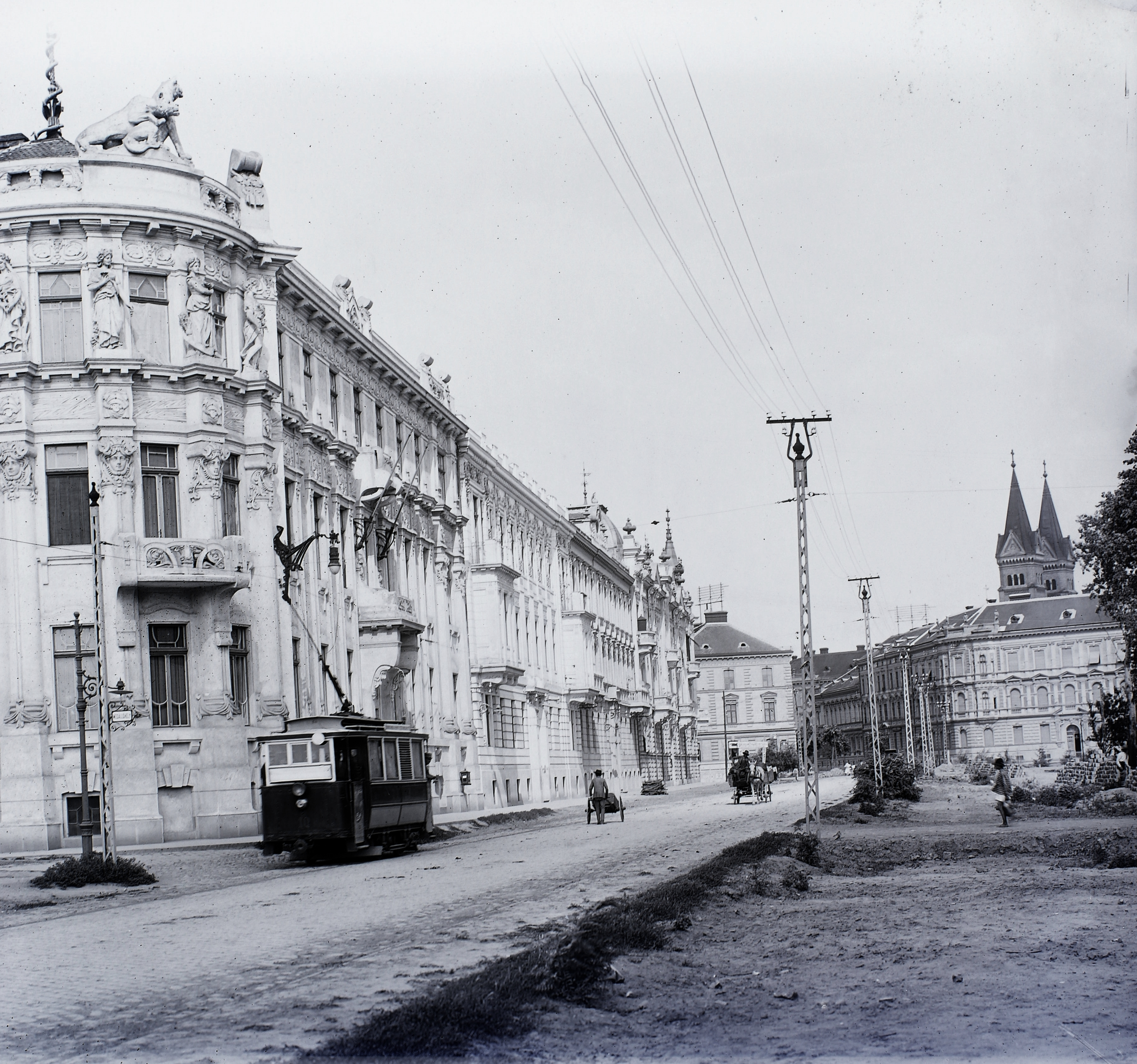
Palatul Karl Kunz în 1904

De-a lungul timpului, unele elemente ornamentale ale palatului s-au pierdut, precum sculptura reprezentând un leu care încorona colțul clădirii, sculpturile personajelor feminine dintre ferestrele de la etajul II și decorațiile florale de pe balustrada balconului de la etajul I.
Karl Kunz a fost fratele celebrului fabricant de cărămidă, Josef Kunz, împreuna cu care, conduceau fabrica de cărămidă Josef Kunz & Comp. 
În perioada interbelică, în acest imbil a locuit Cornel Grofșorean, publicist și ziarist, sociolog, primar al Timișoarei (1921-1922 și 1931-1932), prefect de Timiș-Torontal (1926), deputat, fondator al Institutului Social Banat-Crișana.

## Descriere
Palatul Karl Kunz este realizat în stilul arhitectural Art Nouveau. Acesta se remarcă prin ornamentele sale dinamice și ondulate. Cu toate că unele dintre ornamentele inițiale s-au pierdut de-a lungul timpului, edificiul încă păstrează o bună parte din basoreliefurile, consolele și detaliile arhitecturale inițiale.